# Нави (Тверская область)
На́ви — деревня в Краснохолмском районе Тверской области. Относится к Барбинскому сельскому поселению. В 2006—2012 годы входила в состав Большерагозинского сельского поселения, до 2006 года входила в Глунцовский сельский округ.
Находится в 4 км к юго-востоку от районного центра города Красный Холм, на реке Чернуха.
Население по переписи 2002 года — 83 человека, 38 мужчин, 45 женщин.

## История
Деревня упоминается в конце XV века, когда дочери Андрея Углицкого подарили, впомин его души, среди прочих деревню Нави Николаевскому Антониеву монастырю. В 1764 году по указу Екатерины II последовало отобрание у монастырей вотчин и деревня Нави стала государственной.
В Списке населенных мест Весьегонского уезда 1859 года значится казённая деревня Нави, 71 двор, 365 жителей. Во второй половине XIX — начале XX века деревня относилась к Путиловской волости Весьегонского уезда Тверской губернии. В 1889 году — 74 двора, 417 жителей, кроме сельского хозяйства жители занимаются сапожным промыслом.
В Советское время деревня входила в Глунцовский сельсовет Краснохолмского района Калининской области, жители трудились в колхозе «Коллективный Труд».
В 1997 году — 43 хозяйства, 106 жителей.